# Ormazd IV

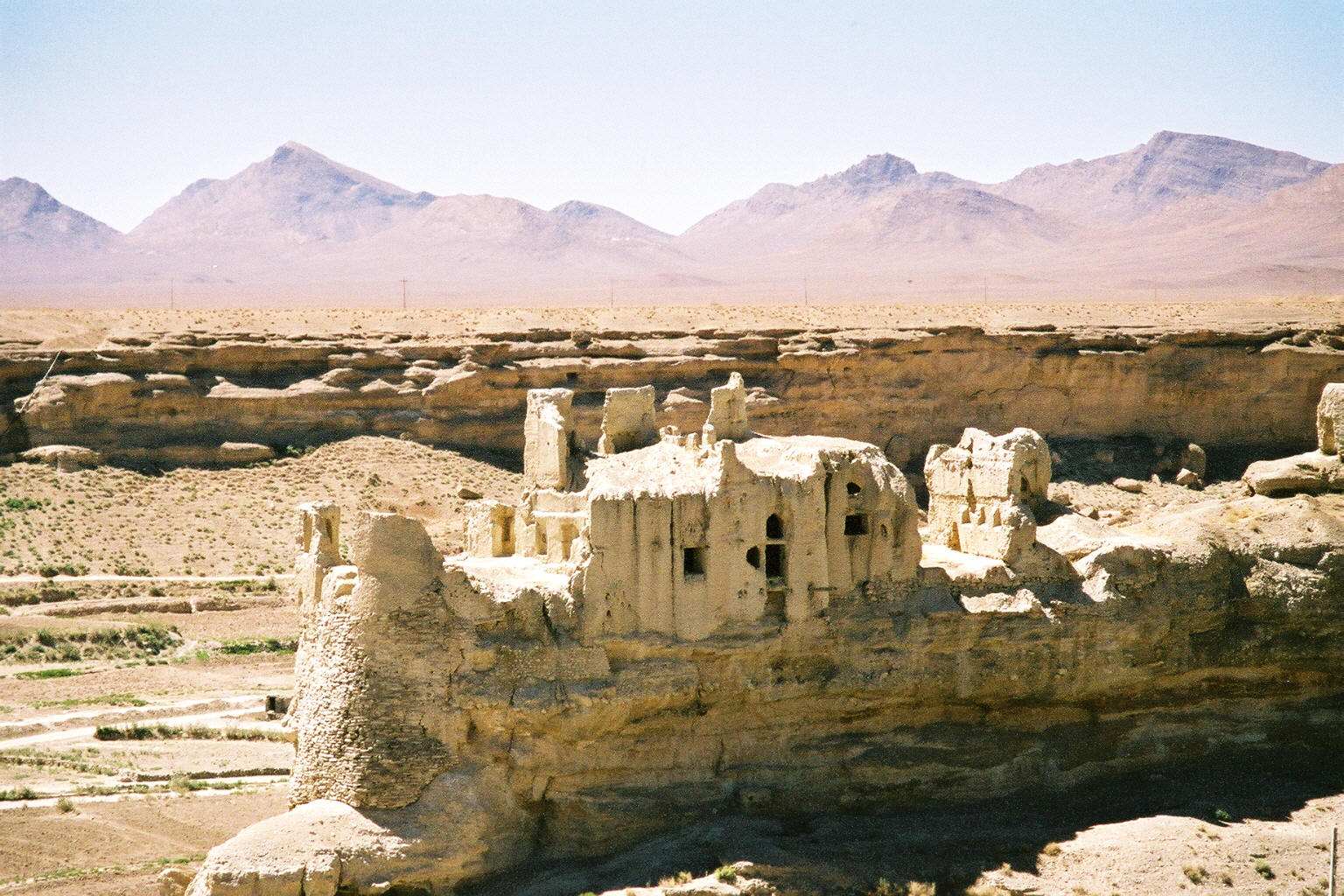
Ruïnes d'una ciutat fantasma sassànida a Izadkhast

Ormazd IV fou un sobirà de l'imperi sassànida, fill d'Anushirvan, al qual succeí l'any 579 de la nostra era.
Fou educat amb molta severitat, perquè la seva categoria de príncep reial no el lliurà dels càstigs i multes que marcaven les lleis perses, quan s'hi feia creditor. Aquesta educació motivà que, en ocupar el tron, Ormazd IV es mostrés justicier en alt grau, i tirà, a vegades, cosa que li comportà molts enemics, els quals juraren venjar-se'n. A l'efecte, obriren les fronteres perquè els pobles veïns envaïssin Pèrsia.
Mu-ho-tua, rei dels dels turcs orientals, s'aprestà a envair el territori persa, i el mateix feren Maurici, l'emperador de Constantinoble continuant la guerra, el rei dels khàzars i el cap àrab Abbas el Borni. De tots aquests enemics, el més temible era Sagüe Shah, per tant, no li fou difícil desfer-se dels altres. Per batallar contra els turcs, envià el seu general Vararanes Chobin, el qual, al front d'un exèrcit de 12.000 soldats, marxà contra la host otomana, no obstant tindre notícia que aquestes contenien un nombre molt superior. La sort de les armes fou propícia als perses, i Vararanes perseguí el mateix Mu-ho-tua, al qual donà mort. El fill de Mu-ho-tua volgué venjar el seu pare i s'aprestà a la lluita, però Vararanes també el va vèncer, i el feu presoner.
Els triomfs del general persa li crearen molts envejosos, els quals l'acusaren davant Ormazd IV d'haver-se quedat amb la major part de l'immens botí agafat als turcs; Ormazd IV prestà oïdes a tals calúmnies, i ordenà a Vararanes que se li presentés amb una cadena al coll i vestit de manera miserable. La ingratitud del sobirà amb Vararanes causà en aquest tanta impressió, que lluny d'obeir aquelles ordres es rebel·là amb les seves tropes i proclamà rei Parwiz, fill d'Ormazd IV, per enemistar d'aquesta forma pare i fill. Temorós Parwiz del càstig patern, fugí de la cort, i llavors Vararanes feu creure al poble persa que el príncep es trobava segrestat per Ormazd IV; d'aquesta forma, aconseguí que tothom es declarés contra el rei, la qual severitat no s'havia oblidat encara, i totes les ciutats obriren les portes a Vararanes.
Dos oncles de Parwiz, anomenats Bendui i Bostam, revoltaren també el poble, assaltaren el palau reial, s'apoderaren d'Ormazd IV i li arrancaren els ulls. Després, cercaren Parwiz i li oferiren la corona, que aquest acceptà. Un dels seus primers actes fou implorar el perdó del seu pare per la crueltat que amb ell havien tingut Bendui i Bostam, i aquell li oferí amb la condició que castigués a aquests; així ho va prometre el nou rei quan se li presentés l'ocasió.
Mentrestant, Vararanes, que s'havia fet amo de gran part de Pèrsia fomentant l'odi envers Ormazd IV, en veure que Parwiz ja era sobirà, tractà d'incitar el poble contra aquest, despertant la commiseració pel desgraciat Ormazd IV. Parwiz es posà llavors al front d'un exèrcit per combatre Barham, que no havia volgut entrar en tractes amb ell, puix aquest general anhelava també cenyir-se la corona, però Parwiz fou derrotat pel general, i llavors es proclamà sobirà de Pèrsia en nom d'Ormazd IV.
Per posar fi a l'anormal situació, els oncles de Parwiz assassinaren Ormazd IV, i d'aquesta manera acabà el regnat d'aquest sobirà persa el 590.